# Du Moulinkazerne
De Du Moulinkazerne is een kazerne en gemeentelijk monument aan de Amersfoortsestraat 80/Zeisterspoor 19 tussen Soesterberg en Amersfoort in de provincie Utrecht.
De Du Moulinkazerne werd in 1938-1939 gebouwd naar genie-ingenieur J.C. Stumphius. De naam van de kazerne werd ontleend aan de genieofficier uit het Staatse leger, Carel Diederik du Moulin (1727-1793). 
De bouw was noodzakelijk als gevolg van de gewijzigde Dienstplichtwet. Daarvoor moesten vijftien bestaande militaire kazernes worden gerenoveerd en 24 moesten nieuw worden gebouwd. De nieuwe kazernes werden door Kapitein der Genie A.G. Boost gebouwd in een nieuw type. De paviljoenachtige kazernes hadden een centrale appelplaats met daaromheen gebouwd de manschappenverblijven en lokalen. Het poortgebouw was U-vormig met een in- en uitgang. In het poortgebouw bevonden zich ook de manschappenkantine, het gymnastieklokaal en officiersmess, het wachtlokaal, cellen voor gestraften en een ziekenzaal. Het rechthoekige exercitieterrein ligt evenwijdig aan de Amersfoortsestraat.
De ingang aan de Amersfoortsestraat (foto) is afgesloten. Bezoekers dienen zich te melden aan Het Zeisterspoor 19.